# Svetlana Medvedeva
 (mai 2017).
Si vous disposez d'ouvrages ou d'articles de référence ou si vous connaissez des sites web de qualité traitant du thème abordé ici, merci de compléter l'article en donnant les références utiles à sa vérifiabilité et en les liant à la section « Notes et références ».
Pour les articles homonymes, voir Medvedeva.
Svetlana Vladimirovna Medvedeva (en russe : Светлана Владимировна Медведева), née Svetlana Vladimirovna Linnik (Светлана Линник) le 15 mars 1965 à Kronstadt, est l'épouse de l'ancien président du gouvernement et ancien président russe Dmitri Medvedev.

## Biographie

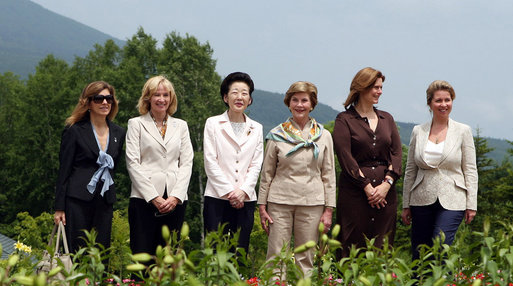
Svetlana Medvedeva (à l'extrême droite) au du G8.

Svetlana Linnik naît dans une famille de militaires. Elle commence à fréquenter Dmitri Medvedev à l'école quand ils ont tous deux aux alentours de quatorze ans à Léningrad. Svetlana Medvedeva fait ses études supérieures dans cette ville, à l'université d'État d'économie et de finances, tout en travaillant dans la communication événementielle. Elle dirige le « Conseil de la culture morale des jeunes gens de la Russie »[réf. nécessaire]. En mai 2008, lors de la passation de pouvoir entre Vladimir Poutine et son mari à la présidence russe, elle succède à Lioudmila Poutina et devient la Première dame de Russie.
Connue pour son engagement religieux, elle est décorée en 2007 de l'ordre de Sainte-Olga par le patriarcat. Elle soutient l'introduction d'une nouvelle discipline, « l'enseignement des fondements de la culture orthodoxe », au sein de l’école publique. Elle joue également un rôle important dans l’adoption de la loi sur la restitution des biens à l'Église, que son époux signe le 30 novembre 2010. Plusieurs décennies après leur confiscations au début du régime soviétique, les anciens lieux et objets de culte peuvent désormais être acquis par l'Église orthodoxe. 
Dimitri et Svetlana se marient en 1993 et leur fils, Ilia, naît en 1995.